# Corynoptera compressa
Corynoptera compressa är en tvåvingeart som först beskrevs av Walker 1848.  Corynoptera compressa ingår i släktet Corynoptera och familjen sorgmyggor. Arten är reproducerande i Sverige. Inga underarter finns listade i Catalogue of Life.